# Discografia dei The Prodigy
La discografia dei The Prodigy, gruppo musicale big beat britannico, si compone di sette album in studio, due di remix uno dal vivo, due raccolta, cinque EP e oltre trenta singoli.

## Album

### Album in studio
| Anno                                                                          | Titolo | Classifiche | Classifiche | Classifiche | Certificazioni                                                                       |
| Anno                                                                          | Titolo | UK          | GER         | USA         | Certificazioni                                                                       |
| ----------------------------------------------------------------------------- | --- | ----------- | ----------- | ----------- | ------------------------------------------------------------------------------------ |
| 1992                                                                          | Experience - Pubblicato: 28 settembre 1992 - Etichetta: XL - Formati: CD, 2 LP, MC, download digitale                                                  | 12          | 75          | —           | - UK: Platino                                                                        |
| 1994                                                                          | Music for the Jilted Generation - Pubblicato: 4 luglio 1994 - Etichetta: XL - Formati: CD, 2 CD, 2 LP, MC, download digitale                           | 1           | 11          | 198         | - CAN: Oro - UK: Platino (2)                                                         |
| 1997                                                                          | The Fat of the Land - Pubblicato: 30 giugno 1997 - Etichetta: XL - Formati: CD, 2 LP, download digitale                                                | 1           | 1           | 1           | - CAN: Platino - FRA: Oro (2) - GER: Oro - SWI: Oro - UK: Platino (5) - USA: Platino |
| 2004                                                                          | Always Outnumbered, Never Outgunned - Pubblicato: 23 agosto 2004 - Etichetta: XL - Formati: CD, 3 LP, download digitale                                | 1           | 6           | 62          | - UK: Oro                                                                            |
| 2009                                                                          | Invaders Must Die - Pubblicato: 2 marzo 2009 - Etichetta: Take Me to the Hospital, Cooking Vinyl - Formati: CD, 2 CD+DVD, 2 LP, download digitale      | 1           | 3           | 58          | - GER: Oro - SWI: Oro - UK: Platino (2)                                              |
| 2015                                                                          | The Day Is My Enemy - Pubblicato: 30 marzo 2015 - Etichetta: Take Me to the Hospital, Cooking Vinyl - Formati: CD, 2 LP, 3 LP, 2 CD, download digitale | 1           | 6           | 127         | - UK: Oro                                                                            |
| 2018                                                                          | No Tourists - Pubblicato: 2 novembre 2018 - Etichetta: Take Me to the Hospital, BMG - Formati: CD, LP, MC, download digitale                           | 1           | 6           | —           |                                                                                      |
| "—" indica una pubblicazione non classificata o non pubblicata in quel Paese. | |             |             |             |                                                                                      |

### Album di remix
| Anno | Titolo |
| ---- | --- |
| 2009 | Invaders Must Die (Remixes & Bonus Tracks) - Pubblicato: 8 novembre 2009 - Etichetta: Cooking Vinyl - Formati: download digitale, LP |
| 2015 | The Day Is My Enemy - Remixed/Bonus Tracks - Pubblicato: 4 dicembre 2015 - Etichetta: Take Me to the Hospital - Formati: CD, 2 LP    |

### Album dal vivo
| Anno | Titolo | Classifiche | Classifiche |
| Anno | Titolo | UK          | GER         |
| ---- | --- | ----------- | ----------- |
| 2011 | World's on Fire - Pubblicato: 24 maggio 2011 - Etichetta: Take Me to the Hospital - Formati: CD+DVD, CD+BD, 2 LP, download digitale | 5           | 15          |

### Raccolte
| Anno                                                                          | Titolo | Classifiche | Classifiche | Certificazioni    |
| Anno                                                                          | Titolo | UK          | GER         | Certificazioni    |
| ----------------------------------------------------------------------------- | --- | ----------- | ----------- | ----------------- |
| 1999                                                                          | The Dirtchamber Sessions Volume One - Pubblicato: 22 febbraio 1999 - Etichetta: XL - Formati: CD, MC, download digitale | —           | —           | - UK: Argento     |
| 2005                                                                          | Their Law: The Singles 1990-2005 - Pubblicato: 17 ottobre 2005 - Etichetta: XL - Formati: 2 CD, download digitale       | 1           | 45          | - UK: Platino (3) |
| "—" indica una pubblicazione non classificata o non pubblicata in quel Paese. | |             |             |                   |

## Extended play
| Anno | Titolo |
| ---- | --- |
| 1991 | What Evil Lurks - Pubblicato: 25 febbraio 1991 - Etichetta: XL - Formati: 12", download digitale                                      |
| 2009 | Lost Beats - Pubblicato: 2009 - Etichetta: Take Me to the Hospital - Formati: download digitale                                       |
| 2012 | The Added Fat EP - Pubblicato: 3 dicembre 2012 - Etichetta: XL - Formati: 12", download digitale                                      |
| 2015 | HMV Exclusive Remix EP - Pubblicato: 30 marzo 2015 - Etichetta: Take Me to the Hospital - Formati: CD                                 |
| 2015 | The Night Is My Friend EP - Pubblicato: 31 luglio 2015 - Etichetta: Take Me to the Hospital - Formati: CD, 12", MC, download digitale |

## Singoli
| Anno                                                                          | Titolo                                  | Classifiche | Classifiche | Classifiche | Certificazioni                          | Album di provenienza                |
| Anno                                                                          | Titolo                                  | UK          | GER         | USA         | Certificazioni                          | Album di provenienza                |
| ----------------------------------------------------------------------------- | --------------------------------------- | ----------- | ----------- | ----------- | --------------------------------------- | ----------------------------------- |
| 1991                                                                          | Charly                                  | 3           | —           | —           | - UK: Argento                           | Experience                          |
| 1991                                                                          | Everybody in the Place                  | 2           | —           | —           |                                         | Experience                          |
| 1992                                                                          | Fire/Jericho                            | 11          | —           | —           |                                         | Experience                          |
| 1992                                                                          | Out of Space                            | 5           | 15          | —           | - UK: Platino                           | Experience                          |
| 1993                                                                          | Wind It Up (Rewound)                    | 11          | —           | —           |                                         | Experience                          |
| 1993                                                                          | One Love                                | 8           | —           | —           |                                         | Music for the Jilted Generation     |
| 1994                                                                          | No Good (Start the Dance)               | 4           | 4           | —           | - GER: Oro - UK: Oro                    | Music for the Jilted Generation     |
| 1994                                                                          | Voodoo People                           | 13          | —           | —           | - UK: Platino                           | Music for the Jilted Generation     |
| 1995                                                                          | Poison                                  | 15          | —           | —           | - UK: Argento                           | Music for the Jilted Generation     |
| 1996                                                                          | Firestarter                             | 1           | 6           | 30          | - UK: Platino (2) - USA: Oro            | The Fat of the Land                 |
| 1996                                                                          | Breathe                                 | 1           | 8           | —           | - CAN: Oro - GER: Oro - UK: Platino (2) | The Fat of the Land                 |
| 1996                                                                          | Smack My Bitch Up                       | 8           | 51          | 89          | - UK: Platino                           | The Fat of the Land                 |
| 2002                                                                          | Baby's Got a Temper                     | 5           | 37          | —           |                                         | /                                   |
| 2004                                                                          | Girls                                   | 19          | —           | —           |                                         | Always Outnumbered, Never Outgunned |
| 2004                                                                          | Hotride                                 | —           | —           | —           |                                         | Always Outnumbered, Never Outgunned |
| 2005                                                                          | Spitfire                                | —           | —           | —           |                                         | Always Outnumbered, Never Outgunned |
| 2005                                                                          | Voodoo People/Out of Space              | —           | —           | —           | - UK: Argento                           | Their Law: The Singles 1990-2005    |
| 2008                                                                          | Invaders Must Die                       | 49          | —           | —           | - UK: Argento                           | Invaders Must Die                   |
| 2009                                                                          | Omen                                    | 4           | 28          | —           | - UK: Oro                               | Invaders Must Die                   |
| 2009                                                                          | Warrior's Dance                         | 9           | 64          | —           | - UK: Oro                               | Invaders Must Die                   |
| 2009                                                                          | Take Me to the Hospital                 | 38          | —           | —           |                                         | Invaders Must Die                   |
| 2015                                                                          | Nasty                                   | 98          | —           | —           |                                         | The Day Is My Enemy                 |
| 2015                                                                          | The Day Is My Enemy                     | —           | —           | —           |                                         | The Day Is My Enemy                 |
| 2015                                                                          | Wild Frontier                           | —           | —           | —           |                                         | The Day Is My Enemy                 |
| 2015                                                                          | Wall of Death                           | —           | —           | —           |                                         | The Day Is My Enemy                 |
| 2015                                                                          | Ibiza                                   | —           | —           | —           |                                         | The Day Is My Enemy                 |
| 2015                                                                          | Rhythm Bomb                             | —           | —           | —           |                                         | The Day Is My Enemy                 |
| 2015                                                                          | Get Your Fight On                       | —           | —           | —           |                                         | The Day Is My Enemy                 |
| 2015                                                                          | Roadblox                                | —           | —           | —           |                                         | The Day Is My Enemy                 |
| 2018                                                                          | Need Some1                              | —           | —           | —           |                                         | No Tourists                         |
| 2018                                                                          | Light Up the Sky                        | —           | —           | —           |                                         | No Tourists                         |
| 2018                                                                          | Fight Fire with Fire (featuring Ho99o9) | —           | —           | —           |                                         | No Tourists                         |
| 2018                                                                          | We Live Forever                         | —           | —           | —           |                                         | No Tourists                         |
| 2018                                                                          | Timebomb Zone                           | —           | —           | —           |                                         | No Tourists                         |
| "—" indica una pubblicazione non classificata o non pubblicata in quel Paese. |                                         |             |             |             |                                         |                                     |